# Lorrie Dunington-Grubb

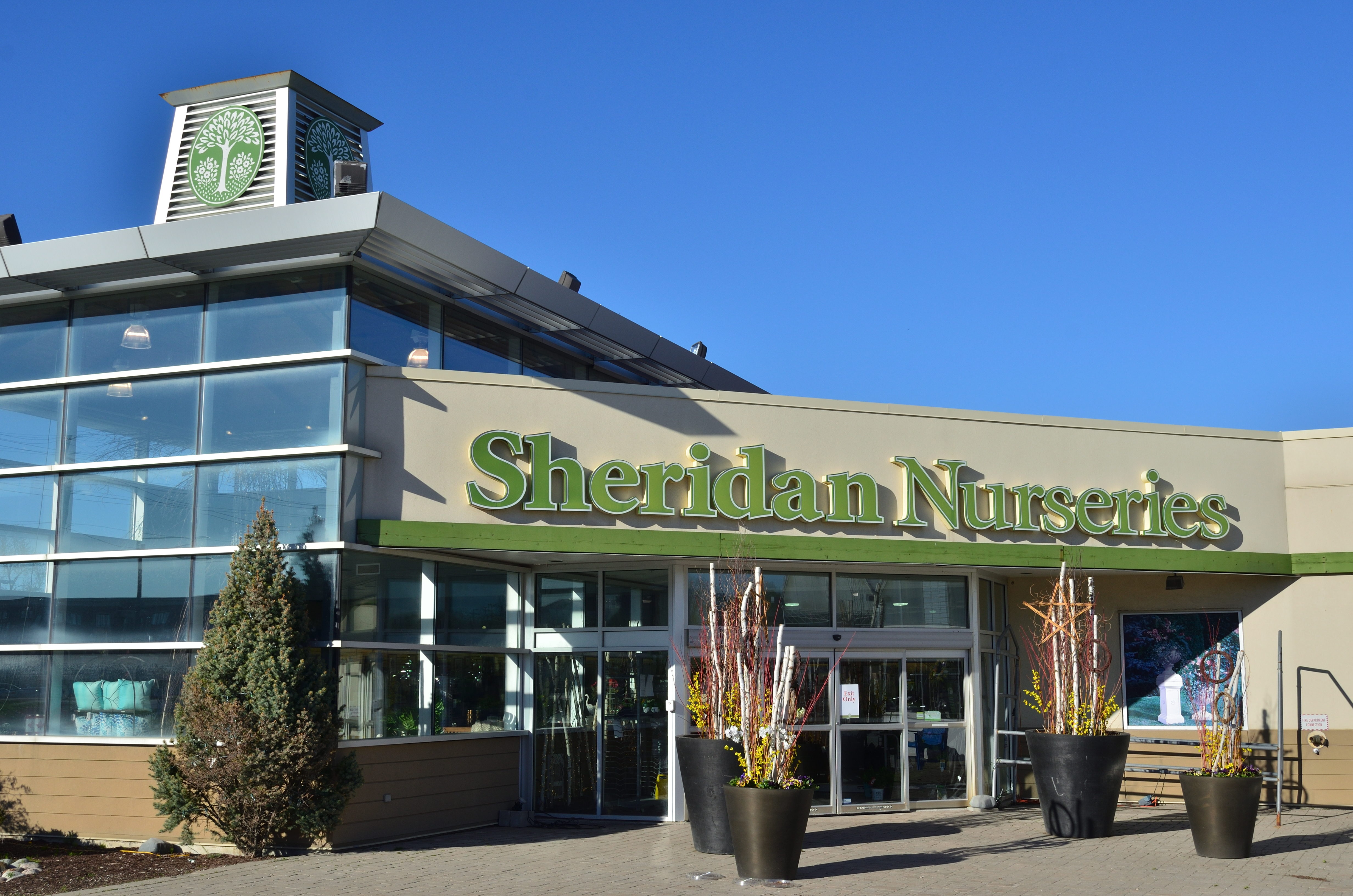
Sheridan Nurseries in Markham.

Lorrie Alfreda Dunington-Grubb (* 1877; † 17. Januar 1945 in  Hamilton, Ontario) war eine englisch-kanadische Landschaftsarchitektin, Unternehmerin, Autorin und Kunstmäzenin. Sie wanderte 1911 mit ihrem Ehemann und Geschäftspartner Howard Dunington-Grubb nach Kanada aus. Dort gründeten sie in Oakville 1913 die Firma Sheridan Nurseries, die Gartencenter Gartenbedarf und Pflanzen betreibt.

## Leben
Lorrie Alfreda Dunington wurde 1877 in England geboren. Ihre Kindheit verbrachte sie in Indien, Südafrika und Australien. Sie besuchte das Swanley Horticultural College in England, wo sie zwei Jahre lang Gartendesign studierte. Nach ihrem Abschluss erhielt sie eine Stelle als Chefgärtnerin eines irischen Anwesens. Sie ging eine Partnerschaft mit H. Selfe-Leonard ein, einem Gärtner, der besonders für seine Steingärten bekannt war, und sie gestalteten Gärten in ganz Großbritannien. Leonard war ein Anhänger von Gertrude Jekyll. Lorries Liebe zu Staudengärten könnte von Leonard oder durch die Begegnung mit Jekyll selbst gekommen sein.
Lorrie hatte den Ehrgeiz, Landschaftsarchitekt zu werden. Der Beruf wurde zu dieser Zeit in England nicht gelehrt, aber sie schaffte es, sich das Wissen durch Privatunterricht und technische Kurse anzueignen. Sie eröffnete ein Büro in London und praktizierte mehrere Jahre in Großbritannien, wo sie sich einen guten Ruf erwarb. 1910 lernte Lorrie Dunington Howard Grubb kennen, ebenfalls Landschaftsarchitekt, und die beiden heirateten im Frühjahr 1911. Sie kombinierten ihre Nachnamen, um Mr. und Mrs. Dunington-Grubb zu werden.

### Landschaftsarchitektin

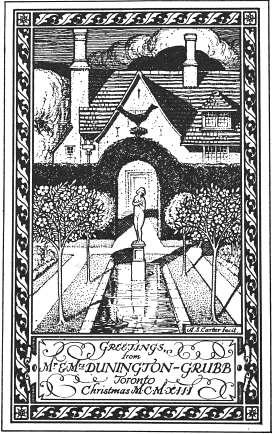
1913 Christmas card from the Dunington-Grubbs

Howard und Lorrie zogen im Jahr 1911 nach Toronto. Schnell erhielten sie Aufträge für die Boulevards und Parks des Vororts Lawrence Park in Toronto und private Aufträge für die Gestaltung der Gärten neuer Häuser.
Lorrie Dunington-Grubb arbeitete allein oder mit ihrem Mann an der Gestaltung von privaten und öffentlichen Gärten, Gartenvororten und städtebaulichen Projekten. Im Jahr 1913 erhielten sie Aufträge zur Erstellung von Plänen für die Anlagen des Colvin Park in Buffalo, New York, des Oriole Park in Toronto und des Workman's Garden Village für die Riordan Pulp and Paper Company in Hawkesbury, Ontario. In Toronto entwarfen sie auch das Gelände des Old Mill Tea Room, die Humber Valley Surveys und den 15 Hektar großen Chorley Park. Spätere Arbeiten umfassten die Rainbow Bridge Gardens und das Oakes Garden Theatre in Niagara Falls, Ontario, die Eingangsgärten der McMaster University und den Gore Park in Hamilton, Ontario.
Die Dunington-Grubbs verwendeten Skulpturen und andere künstlerische Arbeiten in ihren Gartenentwürfen, darunter die Arbeiten der Bildhauer Frances Loring und Florence Wyle sowie der Maler J. E. H. MacDonald und Arthur Lismer. So finden sich im „Italienischen Garten“ des Parkwood Estate in Oshawa die Skulpturen Boy with Dolphin und Lady and the Shell von Wyle, Girl with the Squirrel von Loring und Boy on a Dolphin von Cleeve Horne. Das Parkwood Estate wurde für Samuel McLaughlin, den Gründer der McLaughlin-Automobil-Firma und späteren ersten Präsidenten von General Motors Kanada, erbaut. Ihre Arbeiten in den Royal Botanical Gardens (1929) und den Niagara Parks in den 1930er Jahren spiegeln die ambivalente Stimmung der Zeit wider, in der einheimische Pflanzen als patriotisch angesehen wurden, aber auch importierte Pflanzen als Kuriositäten aufgenommen wurden.

### Unternehmerin
1913 gründeten die Dunington-Grubbs die Sheridan Nurseries im Weiler Sheridan außerhalb von Oakville, westlich von Toronto, auf 40 ha Land, von denen gut 8 ha für Zierpflanzen geeignet waren. Sie stellten Sven Herman Stensson als Leiter der Gärtnerei ein, den sie durch eine Anzeige in einer englischen Zeitung gefunden hatten. Bis 1926 war die Gärtnerei auf 100 ha angewachsen, mit einem breiten Sortiment an Bäumen, Sträuchern und Stauden. Die ersten Gartencenter des Unternehmens wurden in den frühen 1920er Jahren in der Nähe der Kreuzung Yonge und Bloor in der heutigen Innenstadt von Toronto und an der Southdown Road in Mississauga eröffnet.

### Sonstiges
Dunington-Grubb engagierte sich von etwa 1915 ab in der Women's Art Association of Canada und war von 1925 bis 1930 Präsidentin der Vereinigung. Sie war auch aktives Mitglied des Lyceum Club of Toronto und des Heliconian Club, die sich beide für die Beteiligung von Frauen an der Kunst einsetzten. Sie gehörte Gesellschaften wie dem University Women's Club und dem Council of Women an. Sie sprach über soziale Themen wie städtische Überlastung, Lebensmittelpreise, erschwingliche Unterkünfte für Frauen und weibliche Richterinnen in Frauen- und Kindergerichten. Sie hielt auch Vorlesungen über Wohnungsbau und Stadtplanung an der Universität von Toronto und über Stadtverschönerung für das Ontario Department of Agriculture. Sie schrieb Artikel über Gartengestaltung für Zeitschriften wie Canadian Homes and Gardens, Maclean’s und Woman's Century.
Aufgrund ihres Geschäfts mischten sich die Dunington-Grubbs unter die Torontoer Elite und waren Gastgeber oder Teilnehmer wichtiger gesellschaftlicher Veranstaltungen. Die Dunington-Grubbs waren der Mittelpunkt einer kleinen Gruppe von Landschaftskünstlern, die sich im Garten des Diet Kitchen Restaurants in der Bloor Street trafen. 1934 gründeten sie die Canadian Society of Landscape Architects. 1944 wurde Dunington-Grubb Präsidentin dieser Gesellschaft.
Dunington-Grubb erkrankte an Tuberkulose, was sie dazu zwang, nach 1928 etwas kürzerzutreten. Sie starb am 17. Januar 1945 in Hamilton, Ontario, im Mountain Sanatorium. Viele der von ihr angelegten Gärten sind heute verloren, obwohl das Parkwood Estate immer noch gut gepflegt wird. Landscape Ontario verleiht jährlich einen Dunington-Grubb-Preis.